# Estación de Lengnau
La estación de Lengnau es una estación ferroviaria de la comuna suiza de Lengnau bei Biel, en el Cantón de Berna.

## Historia y situación
La estación de Lengnau fue inaugurada en el año 1857 con la puesta en servicio del tramo Soleura - Biel/Bienne de la línea Olten - Lausana, también conocida como la línea del pie del Jura. En 1915 se abrió el Grenchenbergtunnel y a su vez el tramo Moutier - Lengnau de la línea Basilea-SBB - Biel/Bienne, también conocida como la línea del Jura.
Se encuentra ubicada en el centro del núcleo urbano de Lengnau bei Biel. Cuenta con dos andenes, uno central y otro lateral a los que acceden tres vías pasantes. En el este de la estación se encuentra la bifurcación de la línea del Jura de la línea Olten - Lausana.
En términos ferroviarios, la estación se sitúa en la línea Olten - Lausana, que prosigue hacia Ginebra y la frontera francosuiza, conocida como la línea del pie del Jura, así como en la línea Basilea-SBB - Biel/Bienne, también conocida como la línea del Jura. Sus dependencias ferroviarias colaterales son la estación de Grenchen Süd hacia Olten, la estación de Grenchen Nord hacia Basilea-SBB y la estación de Pieterlen en dirección Lausana.

## Servicios ferroviarios
Los servicios ferroviarios de esta estación están prestados por SBB-CFF-FFS:

### Regional
- R Biel/Bienne - Soleura - Olten. Cuenta con trenes cada hora hacia Olten, a los que hay que sumar trenes cada hora entre Biel/Bienne y Soleura los días laborables, resultando una frecuencia en el tramo Biel/Bienne - Soleura de un tren cada media hora por sentido.